# نصف‌النهار ۴۷ درجه شرقی
نصف‌النهار ۴۷ درجه شرقی ۴۷مین نصف‌النهار شرقی از گرینویچ است که از لحاظ زمانی ۳ساعت و ۸دقیقه با گرینویچ اختلاف زمانی دارد.
این نصف‌النهار از قطب شمال شروع و از مناطق زیر گذشته و به قطب جنوب ختم می‌شود.
- قاره آفریقا
- روسیه
- اقیانوس هند
- ایران